# Affiliated with the Suffering
Affiliated with the Suffering är det andra fullängds studioalbumet med det norska death metal-bandet Blood Red Throne. Albumet utgavs 2003 av skivbolaget Hammerheart Records.

## Låtförteckning
1. "Unleashing Hell" – 3:48
2. "A Dream of Death" – 3:46
3. "Bleeders Lament" – 3:43
4. "Mandatory Homicide / Death Inc." – 3:37
5. "Razor Jack" – 3:55
6. "Chaos Rising!" – 3:27
7. "Gather the Dead" – 3:51
8. "Affiliated with the Suffering" – 4:03
9. "Malediction" – 3:12
10. "Mercy Killings" – 3:35
11. "Deadly Intentions" (Obituary-cover) – 2:01

Bonusspår på senare utgåvor
1. "Cryptic Realms" (Massacre-cover) – 4:49
2. "Hate Tank" (M.O.D.-cover) – 3:12

## Medverkande
Musiker (Blood Red Throne-medlemmar)
- Død (Daniel Olaisen) – gitarr
- Tchort (Terje Vik Schei) – gitarr
- Erlend C (Erlend Caspersen) – basgitarr
- Mr. Hustler (Flemming Gluch) – sång
- Espen Antonsen – trummor

Produktion
- Endre Kirkesola – producent, ljudtekniker
- Tchort – producent
- Tom Kvålsvoll – mastering
- Marco Jeurissen – omslagsdesign
- Lars Hoen – omslagskonst, foto
- Jon Tønnessen – foto